# 前田利長
前田利長（日语：／ Maeda Toshinaga，1562年2月15日—1614年2月27日）是日本戰國時代的武將、大名。前田利家與阿松的長男。正室是織田信長的女兒永姬，幼名犬千代，通稱又四郎。早期名字是利勝，其後改名為利長。加賀藩初代藩主。其養子為四弟前田利常。

## 略歷
生於尾張國荒子城，幼名犬千代。跟隨父親前田利家為織田信長效力，天正9年（1581年）獲贈父親的舊領越前國府中一部分領地，並迎娶信長的女兒永姬為正室。本能寺之變時正前往上洛的途中（近江國瀨田），隨即帶著永姬逃亡前田家的本領尾張國荒子城，並加入織田信雄軍，與蒲生賢秀合流於日野城籠城。

### 豐臣政權期間
本能寺之變後，曾仕奉柴田勝家，原本參與賤岳之戰，但中途與父親利家往越前府中城撤兵，自此對秀吉恭順，翌年出兵進攻勝家的據點北庄城。勝家自盡後，改仕奉豐臣秀吉。天正13年（1585年）參與秀吉的越中征伐，壓制佐佐成政，獲贈越中國射水郡、砺波郡及婦負郡32萬石領地。也參與九州平定及小田原征伐，其中九州平定與蒲生氏鄉共同攻陷岩石城，並於天正16年（1588年）獲賜豐臣姓。
慶長3年（1598年）繼承前田家家督，獲得加賀國金澤26萬7000石領地。
1598年，秀吉過世。家康勢力得以抬頭。五大老五奉行之間開始分為以石田三成為首的文臣派與以德川家康為首的武將派兩派，互不相讓。後來由利家代表石田方與德川家康協調並交換誓紙和解，但此事後利家病情惡化，在1599年於大阪城病逝。利家死後，由於增田長盛密告利長與淺野長政謀反，家康因而有了征討加賀的想法，前田家收到風聲後，原本透過細川家及宇喜多家要求豐臣派兵支援，但遭到拒絕，芳春院（阿松）當機立斷自願當人質入住江戶城，養嗣子利常與德川秀忠的女兒珠姬聯姻，以換取前田家的安堵，家康也因前田家的稱臣行為而取消了攻打加賀的念頭。

#### 加賀百萬石大名
1600年關原之戰屬於東軍，自金澤出陣並攻陷大聖寺城，但因大谷吉繼散佈謠言返回金澤防禦，途中遭到丹羽長重襲擊，但後來雙方議和。同時間弟弟前田利政屬於西軍，戰後弟弟的領地包括能登七尾城22萬5,000石、西加賀小松領12萬石、大聖寺領6萬3,000石（加賀西部的能美郡、江沼郡、石川郡松任）等，都賜給利長，加賀、越中、能登3國合計122萬5千石，正式成為加賀百萬石大名。
1605年將家督讓給養子利常(實為利長同父異母弟弟)，在越中國新川郡富山城隱居，1609年富山城被大火燒毀後，短暫停留在魚津城，後改在新建的射水郡關野高岡城隱居，晚年苦於梅毒身體衰弱，於1614年5月20日病逝，享年53歲。
| 前田利長        |                                        |                 |
| 前任： 前田利家 | 尾張荒子前田家第五代當主 1599年—1605年 | 繼任： 前田利常 |
| 加賀藩新設立    | 加賀藩第一代藩主 1599年—1605年         | 繼任： 前田利常 |